# Ångström (månekrater)
 For alternative betydninger, se Ångström. (Se også artikler, som begynder med Ångström)
Ångstrøm er et lille nedslagskrater på Månen, beliggende på den nordlige halvkugle af Månens forside. Det er opkaldt efter den svenske fysiker Anders J. Ångström (1814-1874).
Navnet blev officielt tildelt af den Internationale Astronomiske Union (IAU) i 1935. 

## Omgivelser
Ångström ligger på grænsen mellem Oceanus Procellarum mod vest og Mare Imbrium mod øst. Syd for Ångströmkrateret ligger bjergformationen Montes Harbinger, som rejser sig fra de omgivende månehave. Mod øst ligger nogle bugtede højderygge med navnet Dorsum Bucher og Dorsum Argand. 

## Karakteristika
Dette krater er skålformet med en cirkulær rand og indre vægge, som skråner ned mod en lille, central kraterbund. Det har højere albedo end de omgivende have.

## Satellitkratere
De kratere, som kaldes satellitter, er små kratere beliggende i eller nær hovedkrateret. Deres dannelse er sædvanligvis sket uafhængigt af dette, men de får samme navn som hovedkrateret med tilføjelse af et stort bogstav. På kort over Månen er det en konvention at identificere dem ved at placere dette bogstav på den side af satellitkraterets midte, som ligger nærmest hovedkrateret. Ångstrømkrateret har følgende satellitkratere:
| Ångstrøm | Længde  | Bredde  | Diameter |
| -------- | ------- | ------- | -------- |
| A        | 30,9° N | 41,1° V | 6 km     |
| B        | 31,7° N | 44,1° V | 6 km     |

## Måneatlas
- Billeder af Angstromkrateret i LPI-måneatlasset